# Администрация президента Республики Беларусь
Администрация президента Республики Беларусь (бел. Адміністрацыя прэзідэнта Рэспублікі Беларусь) — орган государственного управления,  сформированный в соответствии со статьей 84 Конституции Республики Беларусь, который обеспечивает деятельность Президента Республики Беларусь и осуществляет контроль за исполнением решений Президента Республики Беларусь. Подчиняется непосредственно Президенту Республики Беларусь.

## Задачи
Главные задачи:

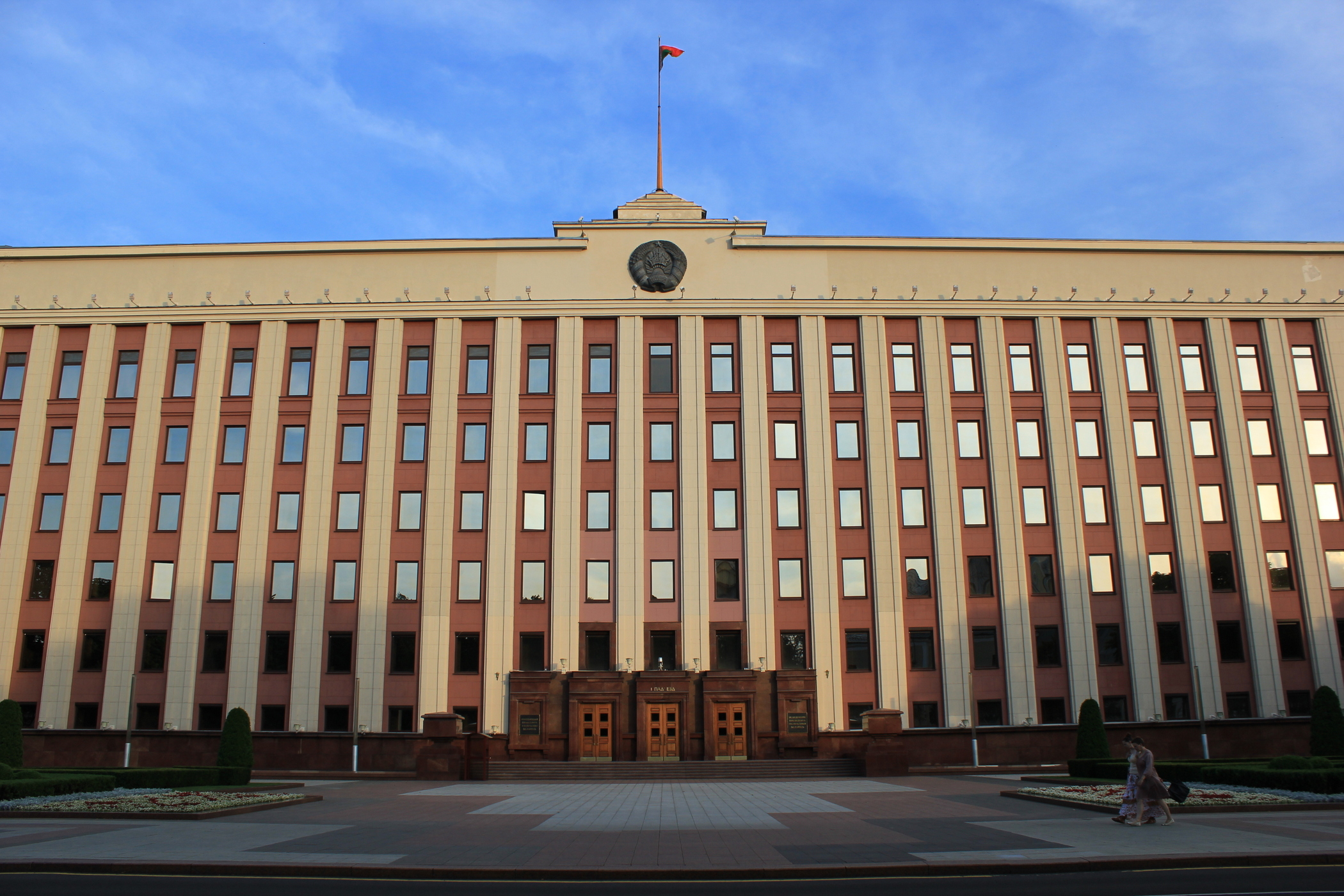

1. обеспечение реализации Президентом Республики Беларусь полномочий:
- в области государственной кадровой политики;
- в области идеологии белорусского государства;
- в области права;
- в области внешней политики;
- в области социально-экономической политики; 
- в области дебюрократизации государственного аппарата, а также по работе с обращениями граждан и юридических лиц; 
- иных полномочий, определенных Конституцией Республики Беларусь и законодательными актами;
2. обеспечение подготовки и внесения на рассмотрение Главы государства проектов решений Президента Республики Беларусь, выполнения и контроля за исполнением решений Президента Республики Беларусь, за исключением случаев, определенных Президентом Республики Беларусь; 
3. обеспечение взаимодействия Президента Республики Беларусь с Всебелорусским народным собранием, органами законодательной, исполнительной и судебной власти, местного самоуправления, общественными объединениями, религиозными организациями и другими общественно-политическими институтами, а также со средствами массовой информации; 
4. организационное, информационное, экспертно-аналитическое и правовое обеспечение деятельности Президента Республики Беларусь; 
5. иные задачи, определенные законами или решениями Президента Республики Беларусь.

## Структура
- Глава Администрации — Крутой Дмитрий Николаевич
- Первый заместитель главы Администрации — Перцов Владимир Борисович
- Заместитель главы Администрации — Чуприс Ольга Ивановна
- Заместитель главы Администрации — Матусевич Дмитрий Феофанович
- Заместитель главы Администрации — Перцов Владимир Борисович
- Помощники президента
- Главное управление кадровой политики — Гуйда Алексей Владимирович[3], начальник
- Главное идеологическое управление — Шпилевская Ольга Александровна, начальник
- Главное государственно-правовое управление — Коваленко Евгений Иосифович, начальник
- Главное организационное управление
- Главное управление по взаимоотношениям с органами законодательной и судебной власти — Тищенко Жанна Викторовна, начальник
- Главное экономическое управление — Барабанов Дмитрий Иванович, начальник
- Главное управление по работе с обращениями граждан и юридических лиц
- Управление внешней политики
- Управление региональной политики
- Канцелярия президента
- Пресс-служба президента — Эйсмонт Наталья Николаевна, пресс-секретарь
- Приемная президента
- Секретариат главы Администрации
- Отдел по работе с общественными объединениями
- Отдел подготовки выступлений
- Отдел по вопросам гражданства и помилования
- Сектор стратегии развития сельского хозяйства
- Информационно-аналитический центр

## Главы Администрации и их заместители
После даты назначения и освобождения от должности стоит номер соответствующего Указа президента.
Главы Администрации
1. Синицын Леонид Георгиевич (22 июля 1994 г., № 7[4] — 10 октября 1995 г., № 410)
2. Мясникович Михаил Владимирович (10 октября 1995 г., № 411, переназначен 4 января 1997 г., № 15 — 12 сентября 2001 г., № 490)
3. Латыпов Урал Рамдракович[5] (12 сентября 2001 г., № 491 — 29 ноября 2004 г., № 585)
4. Шейман Виктор Владимирович (29 ноября 2004 г., № 586 — 4 января 2006 г., № 6)
5. Невыглас Геннадий Николаевич (4 января 2006 г., № 7 — 8 июля 2008 г., № 367)
6. Макей Владимир Владимирович (15 июля 2008 г., № 385 — 20 августа 2012 г., № 368)
7. Кобяков Андрей Владимирович (27 августа 2012 г., № 385 — 27 декабря 2014 г., № 619)
8. Косинец Александр Николаевич (27 декабря 2014 г., № 620 — 5 декабря 2016 г., № 437)
9. Кочанова Наталья Ивановна (21 декабря 2016 г., № 477 — 6 декабря 2019 г., № 443)
10. Сергеенко Игорь Петрович (6 декабря 2019 г., № 446 — 29 марта 2024 г., № 114)
11. Крутой Дмитрий Николаевич (с 27 июня 2024 г., № 255)

Первые заместители главы Администрации
1. Сазонов Михаил Юрьевич (15 июля 1995 г., № 274, переназначен 23 января 1997 г., № 98 — 3 марта 1997 г., № 180 от 5 марта 1997 г.)
2. Русакевич Владимир Васильевич (15 июля 1997 г., № 386 — 19 июня 2000 г., № 347)
3. Заметалин Владимир Петрович (19 июня 2000 г., № 348 — 12 сентября 2001 г., № 493)
4. Князев Станислав Никифорович (12 сентября 2001 г., № 494 — 25 марта 2003 г., № 124)
5. Попков Александр Андреевич (18 августа 2003 г., № 363 — 4 января 2006 г., № 9)
6. Рубинов Анатолий Николаевич (4 января 2006 г., № 10 — 30 октября 2008 г., № 583)
7. Петкевич Наталья Владимировна (9 января 2009 г., № 16 — 28 декабря 2010 г., № 699)
8. Радьков Александр Михайлович (28 декабря 2010 г., № 700 — 20 декабря 2014 г., № 606)
9. Мартынецкий Константин Алексеевич (3 апреля 2015 г., № 150 — 5 декабря 2016 г., № 439)
10. Рыженков Максим Владимирович (21 декабря 2016 г., № 478 — 27 июня 2024 г., № 258)
11. Петкевич Наталья Владимировна (с 27 июня 2024 г., № 259)

Заместители главы Администрации
1. Долголев Василий Борисович, заместитель главы Администрации — начальник Службы контроля Администрации (1994 г. — 4 августа 1995 г., № 297)
2. Сазонов Михаил Юрьевич (1994 г. — 15 июля 1995 г., № 274)
3. Заметалин Владимир Петрович, заместитель главы Администрации — начальник главного управления общественно-политической информации (15 июля 1995 г., № 275 — 15 января 1996 г., № 22), заместитель главы Администрации (15 января 1996 г., № 22 — 23 января 1997 г., № 89)
4. Абрамович Александр Михайлович (22 января 1996 г., № 30, переназначен 23 января 1997 г., № 99 — 22 ноября 2004 г., № 569)
5. Прокопович Петр Петрович (21 февраля 1996 г., № 85 — 23 декабря 1996 г., № 562)
6. Пашкевич Иван Иванович (4 февраля 1997 г., № 124 — 11 сентября 2000 г., № 493)
7. Сиваков Юрий Леонидович (13 ноября 2000 г., № 593 — 12 сентября 2001 г., № 495)
8. Козик Леонид Петрович (12 сентября 2001 г., № 496 — 17 июля 2002 г., № 392)
9. Иванченко Николай Михайлович (17 июля 2002 г., № 395 — 9 января 2006 г., № 19)
10. Пролесковский Олег Витольдович (25 марта 2003 г., № 125 — 4 января 2006 г., № 8)
11. Петкевич Наталья Владимировна (25 ноября 2004 г., № 577 — 9 января 2009 г., № 16)
12. Попков Александр Андреевич (4 января 2006 г., № 9 — 24 октября 2008 г., № 574)
13. Анфимов Леонид Васильевич (13 апреля 2006 г., № 235 — 28 декабря 2010 г., № 692)
14. Снопков Николай Геннадьевич (9 января 2009 г., № 17 — 4 декабря 2009 г., № 586)
15. Мицкевич Валерий Вацлавович (4 июня 2009 г., № 283 — 5 декабря 2019 г., № 437)
16. Кобяков Андрей Владимирович (28 декабря 2010 г., № 701 — 8 ноября 2011 г., № 506)
17. Тур Андрей Николаевич (11 ноября 2011 г., № 519 — 8 ноября 2013 г., № 502)
18. Иванов Валерий Николаевич (25 июля 2013 г., № 327 — 16 декабря 2013 г., № 558)
19. Лис Анатолий Васильевич (4 марта 2014 г., № 111 — 27 декабря 2014 г., № 639)
20. Бузовский, Игорь Иванович (27 декабря 2014 г., № 640 — 21 декабря 2016 г., № 476)
21. Жевняк Владимир Григорьевич (5 апреля 2018 г., № 130 — 19 августа 2019 г., № 314)
22. Снопков Николай Геннадьевич (27 декабря 2014 г., № 634 — 30 января 2020 г., № 32)
23. Кунцевич Андрей Михайлович (19 августа 2019 г., № 315 — 5 апреля 2021 г., № 131)
24. Чуприс Ольга Ивановна (с 6 декабря 2019 г., № 447)
25. Бельский Валерий Иванович (30 января 2020 г., № 33 — 4 июня 2020 г., № 204)
26. Крутой Дмитрий Николаевич (4 июня 2020 г., № 205 — 1 августа 2022 г., № 260)
27. Луцкий Игорь Владимирович (5 апреля 2021 г., № 132 — 8 апреля 2024 г., № 139)
28. Ермолович Максим Леонидович (1 августа 2022 г., № 261 — 23 января 2024 г., № 25)
29. Егоров Александр Андреевич (11 марта 2024 г., № 87 — 27 марта 2025 г., № 115)
30. Перцов Владимир Борисович (с 8 апреля 2024 г., № 140)
31. Матусевич Дмитрий Феофанович (с 27 марта 2025 г., № 116)

## Здание Администрации
Здание строилось для ЦК КПБ в 1939—1941 годах. Во время Великой Отечественной войны в нём располагались органы управления созданного немецкими оккупационными властями Генерального округа Белоруссия.
Закончено в 1947 году (арх. А. Воинов, В. Вараксин). Одно из наиболее значительных сооружений белорусской советской архитектуры. Находится по адресу: ул. Карла Маркса, 38.
Целостный 6-этажный объём поставлен на массивный гранитный цоколь. Здание по всему периметру обработано профилированными лопатками и увенчано мощным аттиком. Объёмно-пространственная композиция соответствует планировочной структуре и конструктивной основе здания. Удобные рабочие помещения расположены вдоль светлого коридора. На главной оси находится вынесенный в пристройку зал заседаний. При строительстве впервые в республике были использованы сборные железобетонные плиты для перекрытий.
Здание поставлено в 40 м от красной линии, перед ним разбит зелёный газон. В 1976 году с юго-запада пристроено правое крыло, решение которого повторяет архитектуру главного фасада. На оси здания и центрального сквера создана центральная площадь города.